# Угревая железница
Угревая железница (лат. Demodex folliculorum) — мелкий тромбидиформный клещ, обитающий в коже человека. Встречается почти у каждого человека, обычно безвреден для хозяина (эти отношения могут рассматриваться и как комменсализм, и как паразитизм), однако при сильном поражении способен вызвать такое заболевание, как демодекоз.

## Описание

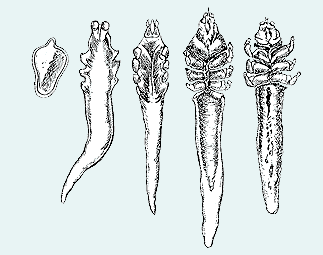
Стадии развития клеща (слева направо): яйцо, личинка, протонимфа, нимфа и взрослая особь

Тело клеща почти прозрачно. Наряду с яйцами и личинками существуют стадии протонимфы и нимфы. Цикл развития составляет от 14 до 20 суток.
Железница обладает эффективной пищеварительной системой, которая превращает большую часть отходов в газы. У нее есть анус, её кишечник растёт до самой смерти.

### Самцы
Самцы достигают в длину в среднем 279,7 мкм, из них 70% приходится на заднюю часть тела. Область рта (гнатосома) трапециевидная, у основания широкая.
4 пары ног взрослого животного находятся на брюшной стороне передней части тела (Podosoma). На каждой предплюсне находятся по два разделённых на конце на две части когтя с направленной назад большой шпорой. Педипальпы имеют 5 крохотных, направленных назад коготков. Пенис длиной 24,2 мкм.

### Самки
Женские особи, при тех же самых пропорциях, крупнее, чем самцы. Они достигают длины, в среднем, 294 мкм, максимум до 436,5 мкм. Гнатосома такая же, что и у самцов, но, в среднем, шире и длиннее, примерно, на 2 мкм. Ноги того же размера, что и у самцов. Вульва представляет собой простой продольный разрез длиной 8,5 мкм между четвёртой парой конечностей.

## Яйца и личинки
Яйца в форме наконечников стрелы в среднем длиной примерно 104,7 мкм и шириной 41,8 мкм.
Стройные личинки в форме червя в среднем длиной 282,7 мкм, шире всего между второй и третьей парой ног до 33,5 мкм. Пальпы состоят из двух сегментов, часть предплюсен имеет 5 направленных назад коготков с шипом.

## Протонимфы и нимфы
Протонимфы длиной примерно 364,9 мкм, значительно длиннее, чем личинки, шириной между второй и третьей парой ног до 36,3 мкм. Гнатосома и ноги похожи на те же у личинки.
Длиной примерно 392 мкм стройная нимфа в форме червя является самой длинной из всех стадий клеща. Её максимальная ширина у третьей пары ног составляет 41,7 мкм. Гнатосома шире и длиннее, чем у личинки.

## Образ жизни
Клещи имеются у людей всех цветов кожи, независимо от пола и происхождения, хотя и с разной частотой. Так, на Токелау были найдены клещи у 7,6% исследуемых, в западном Нью-Йорке же — у 55% исследованных. Они населяют примерно каждого человека в течение его жизни; в то время как новорождённые дети ещё не поражены, у людей в возрасте 70 лет они встречаются с вероятностью 100%.
Угревой клещ заселяет волосяные фолликулы поверх сальной железы преимущественно на лице, а также на груди, иногда на коленях, языке и крайней плоти. Клещи переживают на некоторое время смерть своего хозяина, соответствующие сообщения указывают на период от 8 дней до уже сильно истлевшей 14-дневной ткани.
Угревой клещ питается салом, часто один фолликул населяют три и более особей. При этом гнатосома обращена всегда вниз, ноги — к эпителию фолликула, длинный конец тела отчётливо выглядывает у взрослых животных из открытия фолликула.